# Michelle Coleman
Michelle Elizabeth Coleman (ur. 31 października 1993 w Vallentunie) – szwedzka pływaczka specjalizująca się w stylu dowolnym oraz w grzbietowym.
Wicemistrzyni Europy z Debreczyna w sztafecie 4 × 100 m stylem dowolnym. Dwukrotna brązowa medalistka mistrzostw Europy juniorów w sztafetach 4 × 100 m i 4 × 200 m stylem dowolnym.
Uczestniczka igrzysk olimpijskich w Londynie (2012) w sztafetach 4 × 100 m stylem dowolnym (dyskwalifikacja) i zmiennym (10. miejsce).